# Дубограева, Мария Петровна
Мария Петровна Дубограева (в замужестве — Веремейчик; род. 17 мая 1939, Гродненский повет) — советская легкоатлетка, выступавшая в метании копья.

## Биография
Мария Дубограева родилась 17 мая 1939 года в Гродненском повете Белостокского воеводства Польши (сейчас Гродненская область Белоруссии).
В 1962 году окончила Белорусский государственный университет.
В 1965 году завоевала бронзовую медаль чемпионата СССР по лёгкой атлетике в метании копья, показав результат 53,62 метра.
Мастер спорта СССР.
В 1967—1996 годах работала доцентом кафедры русского языка и методики его преподавания Белорусского государственного университета.
Кандидат филологических наук (1970).